# Juan Carlos Mendoza García
Juan Carlos Mendoza García (San José, 7 de julio de 1975) es un político y politólogo costarricense. Fue diputado de la República electo por el Partido Acción Ciudadana para el periodo 2010-2014. Ocupó la Presidencia de la Asamblea Legislativa de Costa Rica durante el periodo constitucional 2011-2012. Fue precandidato a la presidencia de la República por el Partido Acción Ciudadana en 2013. Exembajador de Costa Rica ante las Naciones Unidas durante la administración Solís Rivera, fue designado Ministro de Comunicación en la administración Alvarado Quesada, en enero de 2019 presenta su renuncia.

## Biografía
Mendoza García es hijo de Rolando Mendoza Hernández biólogo conservacionista y Nelly García Murillo profesora de literatura. 
A los 20 años viajó a Suiza y Alemania para participar en diferentes programas de voluntariado. 
Estudió Ciencias Políticas en la Universidad de Costa Rica, donde se vinculó con el movimiento estudiantil como integrante del grupo Gente U. Entonces, como la mayoría de los jóvenes de esta generación, era un desencantado y un fuerte crítico de los partidos políticos.
En 1999 ingresó a la Defensoría de los Habitantes, a trabajar en el departamento de admisibilidad. 
En el año 2001 nace el Partido Acción Ciudadana, desde entonces ha participado activamente en las estructuras y discusiones partidarias.
Empezó a trabajar en la Asamblea Legislativa como asesor, primero de Rodrigo Carazo Zeledón (2002-2006) y después de Leda Zamora (2006-2010). Durante ambos periodos se especializó en control político, control de presupuestos públicos y la defensa y fortalecimiento de las instituciones necesarias para generar oportunidades.
Es electo Diputado de la República en febrero de 2010. Ha integrado las comisiones de Asuntos Económicos, Relaciones Internacionales y Comercio Exterior, Derechos Humanos y Electricidad. 
Es electo Jefe de Fracción Legislativa durante el primer año. Asumió retos como articular el rechazo al intento de un aumento de salario para diputados apenas iniciando la gestión, la lucha por la defensa del agua y el inicio del trámite de los proyectos que buscan modificar el modelo eléctrico nacional.
Durante ese año los partidos de oposición unieron esfuerzos en diversos temas de control político, y para enfrentar la arbitrariedad y concentración de poder con que se manejaba el Directorio Legislativo. Esta unión dio origen a la denominada Alianza por Costa Rica. 
El 2 de mayo de 2011 Juan Carlos Mendoza fue elegido Presidente de la Asamblea Legislativa, con el apoyo de 31 diputados de cinco partidos políticos. 
Como diputado también se ha preocupado por temas relativos al sistema político costarricense, al resguardo del patrimonio arquitectónico nacional, la construcción de acuerdos nacionales en temas como seguridad, mejora regulatoria y pueblos indígenas. 

### Cargos
- Embajador costarricense ante la ONU, 2014 – 2018.
- Diputado de la República, Partido Acción Ciudadana, 2010 – 2014.
- Presidente de la Asamblea Legislativa de Costa Rica, 2011 – 2012.[7]
- Jefe de Fracción Partido Acción Ciudadana, 2010 – 2011.
- Integrante del Partido Acción Ciudadana desde el 2001 en distintas instancias desde distritales hasta Asambleísta Nacional.